# Освобождённый Китай (фильм)
«Освобождённый Китай» — цветной полнометражный художественно-документальный фильм Сергея Апполинариевича Герасимова, снятый в 1950 году на киностудия им. М. Горького, совместно с китайскими кинематографистами с Пекинской киностудии Центрального киноуправления КНР.

## Сюжет
Фильм рассказывает о Китае, освободительной борьбе китайского народа, провозглашении 1 октября 1949 года КНР, преобразованиях в стране после победы коммунистов во главе с Мао Цзэдуном, ликвидации неграмотности, восстановлении разрушенного в годы гражданской войны хозяйства, подписании в Москве договора о дружбе, союзе и взаимопомощи между СССР и КНР.
Фильм участвовал в Каннском кинофестивале 1951 года.

## История
Сразу после образования КНР Управление кинематографии КНР обратилось с просьбой к Сталину оказать помощь в съёмках фильмов о Новом Китае.
В сентябре 1949 года ВКП(б) приняло решение «Удовлетворить просьбу ЦК КП Китая о помощи в съёмках документальных фильмов, посвященных борьбе НОАК и новой жизни в освобождённых районах демократического Китая» и поручило Министерству кинематографии СССР (т. И. Большакову) начать в 1949 г. производство цветных фильмов о Китае". По согласованию с ЦК КП Китая направило киногруппу режиссёра Варламова Л. В. и послало об этом телеграмму Мао Цзэдуну.
Сталин также направил письмо Ковалёву для Мао Цзэдуна, в котором сообщал, что в Китай будут направлены две группы: одна под руководством С. Герасимова для работы над цветным документальным фильмом о жизни нового демократического Китая, другая — под руководством Л. Варламова.

## Съёмочная группа
- Автор-режиссёр: Сергей Герасимов
- Режиссёр: Э. Волк
- Ассистенты режиссёра: Т. Лиознова, Сюй Сяо-бин, Су Хэ-цин
- Операторы: Н. А. Блажков, М. Гиндин, В. Киселёв, Б. Макасеев, Б. Петров, В. Рапопорт, А. Хавчин
- Литературные консультанты: М. Капица, Чжоу Либо
- Музыкальный консультант и композитор: Хэ Ши-дэ
- Музыкальное оформление: А. Ройтман
- Звукооператоры: В. Нестеров, К. Гордон
- Текст читает: Леонид Хмара, Чжоу-фын
- Монтажеры: К. Блинова, А. Бронфман, Л. Жучкова
- Директора́ картины: А. Кузнецов, Е. Светозаров
- Заместители директора картины: Я. Звонков, Мы Юй, Ши Лань

## Награды
- Сталинская премия первой степени (1951) присуждена режиссёрам С. Герасимову и Э. Волку, композитору Хэ Ши-дэ, литературному консультанту Чжоу Либо, артисту-чтецу Чжоу-фын, операторам М. Е. Гиндину, В. Н. Киселёву, Б. К. Макасееву, Б. А. Петрову, В. А. Рапопорту, А. Л. Хавчину, Сюй Сяо-бин , Су Хэ-цин.